# Solund
Solund er en økommune i Vestland fylke i Norge. 
Den ligger yderst i Sognefjorden ud mod Nordsøen, og med sine mange øer, holme og skær er dette den vestligste kommune i landet. Solund er den eneste rene økommune i Sogn og Fjordane. Mod nord ligger Askvoll og Fjaler, mod øst Hyllestad og mod syd Gulen.
Det er tre skoler i kommunen, en i Ytre Solund, og to i kommunecenteret; Hardbakke. Hardbakke Børneskole og Solund Ungdomsskole ligger i Hardbakke.